# Kanton Štrasburk-1
Kanton Štrasburk-1 (fr. Canton de Strasbourg-1) je francouzský kanton v departementu Bas-Rhin v regionu Grand Est. Tvoří ho pouze centrální část města Štrasburk.